# Xiaodong Wang
Xiaodong Wang (chinesisch 王曉東 / 王晓东, Pinyin Wāng Xiǎodōng; * 1963 in Wuhan, Volksrepublik China) ist ein amerikanischer Biochemiker und Molekularbiologe.

## Leben
Wang erwarb 1984 an der Pädagogischen Universität Peking einen Abschluss in Biologie und 1991 bei Richard Padgett am University of Texas Southwestern Medical Center einen Ph.D. in Biochemie. Als Postdoktorand arbeitete er dort bei den Nobelpreisträgern Michael S. Brown und Joseph L. Goldstein zur Cholesterin-Regulation durch das Protein SREBP. 1995 erhielt Wang an der Abteilung für Biochemie der Emory University in Atlanta, Georgia, eine erste Professur (Assistant Professor) und ein eigenes Labor, wo er begann, sich intensiv mit der Apoptose und ihrer Regulation zu befassen. 1996 ging Wang zurück ans University of Texas Southwestern Medical Center unter dem dortigen neuen Leiter der Biochemie, Steve McKnight. Seit 1997 forscht Wang zusätzlich für das Howard Hughes Medical Institute.
Heute (Stand 2012) forscht Wang am National Institute of Biological Sciences in Peking, dessen Kodirektor er ist. Wang ist verheiratet.

## Wirken
Wang gilt als Pionier in der Erforschung der Effektor-Mechanismen der Apoptose, die sich im Zytosol entlang der Mitochondrien abspielen. Wang identifizierte und charakterisierte den Apoptosom genannten Komplex aus Cytochrom c, Apaf-1 und Caspase-9, der den Zelltod herbeiführt. Darüber hinaus entdeckte Wang weitere Regulatorproteine der Apoptose, darunter DFF, EndoG und SMAC. Wangs Forschungen zeigten einen Stoffwechselweg in Mitochondrium und Zellkern hinein und aus diesen heraus.

## Auszeichnungen (Auswahl)
- 2000 Eli Lilly Award in Biological Chemistry[2]
- 2001 Paul Marks Prize for Cancer Research
- 2003 Norman Hackerman Award[3]
- 2004 Mitglied der National Academy of Sciences
- 2004 NAS Award in Molecular Biology[4]
- 2006 Shaw Prize für Lebenswissenschaften und Medizin[5]
- 2007 Richard Lounsbery Award[6]
- 2014 Assoziiertes Mitglied der EMBO[7]
- 2020 Internationaler König-Faisal-Preis[8]